# Station Virginia Water
Virginia Water is een spoorwegstation van National Rail in Virginia Water, Runnymede in Engeland. Het station is eigendom van Network Rail en wordt beheerd door South Western Railway. Het station is geopend in 1856.